# قدم واحدة في الجنة (فلم)
قدم واحدة في الجنة  (بالإنجليزية: One Foot in Heaven) هو فيلم دراما تم إنتاجه في الولايات المتحدة وصدر في سنة 1941.

## بطولة
- فريدريك مارج

### ترشيحات وجوائز
| السنة | الحدث  | الفئة     | النتيجة |
| ----- | ------ | --------- | ------- |
|       | أوسكار | أفضل فيلم | ترشـيـح |

## وصلات خارجية
- مقالات تستعمل روابط فنية بلا صلة مع ويكي بيانات